# Planet der Stürme
Planet der Stürme (Originaltitel russisch Планета бурь, transkribiert Planeta bur) ist ein sowjetischer Science-Fiction-Film des Regisseurs Pawel Kluschanzew aus dem Jahr 1962. Er basiert auf einer gleichnamigen Erzählung von Alexander Kasanzew und handelt von einer Expedition zur Venus, deren Teilnehmer dort auf urzeitliche Lebensformen und Spuren von Bewohnern stoßen.
In den USA wurde der Film in den Jahren 1965 und 1968 mit teils neu gedrehten Szenen modifiziert und als US-amerikanische Produktionen Voyage to the Prehistoric Planet und Voyage to the Planet of Prehistoric Women veröffentlicht.

## Handlung
Die drei Raumschiffe Sirius, Wega und Capella der neuesten kosmischen Expedition der Sowjetunion befinden sich im Formationsflug auf dem Weg zur Venus. Als sie sich dem Planeten nähern, wird die Capella durch die Kollision mit einem großen Meteoroiden zerstört und ihre Mannschaft getötet. Die verbliebenen Besatzungen werden von der Erde informiert, dass als nachfolgender Ersatz die Arktur startklar gemacht wird. Derweil sollen sie eine Satellitenbahn einnehmen und von dort aus die auf der Venus herrschenden Umweltbedingungen erkunden. Der ursprüngliche Plan sieht vor, dass jenes Raumschiff, das den Treibstoffvorrat hat, im Orbit verbleibt und die zwei anderen zusammen landen.
Die Besatzung der Sirius besteht aus den drei Raumfahrern Ilja Wassiljewitsch Werschinin, Roman Bobrow und  Aljoscha, die der Wega aus Iwan „Wanja“ Stscherba, Mascha Iwanowa und dem US-Amerikaner Allan Kern mit seinem humanoiden Roboter John. Aljoscha will nicht monatelang im Orbit auf das Eintreffen der Arktur warten und am liebsten sofort selbst mit dem Raumgleiter der Wega landen, der jedoch nicht zurückkehren kann. Er kann die anderen umstimmen, mögliche Alternativen zu erwägen. Nach der Berechnung durch John müsste eine Person im Orbit auf der Wega bleiben, zwei könnten mit ihm zusammen mit dem Raumgleiter landen und die übrigen mit der Sirius. Beim Rückstart mit der Sirius müsste er selbst dann auf der Venus zurückbleiben, da er nur ein Automat und von allen Expeditionsteilnehmern der schwerste ist. Die Fernerkundung der Umweltbedingungen auf der Venusoberfläche lassen in dem vorgesehenen Landegebiet keinen geeigneten Landeplatz erkennen. Stscherba schlägt der Besatzung der Sirius vor, für deren Raumschiff einen Landeplatz mit dem Raumgleiter zu suchen, und unterbreitet ihr den mit Johns Hilfe berechneten Plan. Stscherba, Kern und John brechen sodann mit dem Raumgleiter auf. Mascha verbleibt an Bord der Wega und sorgt für den Funkkontakt mit der Erde.
Die Besatzung des Raumgleiters entdeckt innerhalb des vorgesehenen Landegebiets, Quadrat 73, in einem Talkessel eine kleine Ebene und wirft dort für die Sirius ein Funkleitfeuer ab; der Raumgleiter wird dann jedoch „abgetrieben“ (innerhalb der Handlung der einzige Hinweis auf einen Sturm) und landet in einem Moor zwischen hohen Felsen. Ihre Funkverbindung bricht anschließend ab. Die Sirius folgt dem Funkleitfeuer und setzt in der Nacht wohlbehalten auf. Am nächsten Morgen erkundet Aljoscha als erster der Sirius die nähere, sehr neblige Umgebung. Zwischen Felsen wird er von einer Lebensform überwältigt, die einer fleischfressenden Pflanze mit krakenartigen Fangarmen gleicht. Werschinin und Bobrow können ihn mit ihren Messern aus seiner Lage befreien, nachdem sie durch gesangartige Laute aufmerksam geworden und ihnen gefolgt sind. Bei der anschließenden Kontaktaufnahme mit Mascha berichtet diese von ihrer per Radar gelungenen Ortung des Raumgleiters in 32 Kilometern Entfernung hinter einer Bucht. Dessen Besatzung wehrt sich gerade gegen einen Angriff mehrerer mannsgroßer, aufrecht hüpfender, räuberischer Echsen. Stscherba und Kern verteidigen sich mit Pistolen und Steinen, während Kern John noch weiter instand setzen muss. Anschließend spannt der Roboter für das weitere Fortkommen seiner Gefährten ein Seil zum Raumgleiter.
Die Sirius-Besatzung ist unterdessen mit dem Wagen auf der Suche nach ihnen. Das über den Boden schwebenden Fahrzeug ist eigentlich nur für kurze Strecken gedacht. Unterwegs sehen sie in der Nähe einen großen Sauropoden stehen, und Aljoscha nimmt von ihm mit Hilfe der Pistole eine Blutprobe. Sie erfahren von Mascha, dass sich der Roboter derzeit auf sie zu bewegt. Dieser bewältigt mit Stscherba und Kern gerade ein sehr schroffes Felsgelände. Die zwei Raumfahrer haben nur noch für vierundzwanzig Stunden Sauerstoff. Sie sind erschöpft und fühlen sich wie von Sumpffieber befallen. Zum Schutz vor der zunehmenden Nässe suchen alle drei eine Höhle auf. Die drei im Wagen haben derweil das Ufer der Meeresbucht erreicht und hören dort wieder die sirenenhaft rufenden Gesangslaute. Während sie die „Bobrow-Bucht“ überqueren, gelingt es ihnen, mit dem Sprechfunkgerät John zu erreichen. Dieser schildert den hilflosen Zustand seiner zwei Gefährten. Den Anweisungen entsprechend, öffnet John für kurze Zeit deren Helmvisiere und verabreicht ihnen eine Tablette und Wasser. Im weiteren Verlauf der Fahrt über die Bucht wird der Gleitwagen von einem Flugsaurier mit glühenden Augen attackiert. Trotz des Bordgeschützes ist der Wagen den Angriffen nicht gewachsen. Die Insassen drehen eine Bodenöffnung auf und lassen Wasser einströmen.
Mascha sieht den Wagen vom Radarschirm verschwinden, und die Funkverbindung reißt ab. Sie macht sich große Sorgen, da es kein Fahrzeug zum Tauchen ist. Sie ringt mit ihrem Gefühl, den anderen helfen zu müssen, und benachrichtigt die Erde, dass sie entgegen den Instruktionen zu landen beabsichtigt. Die Erde appelliert daraufhin an sie, die Umlaufbahn nicht zu verlassen, weil sonst für alle die Rückkehr zur Erde nicht mehr möglich ist. Das Trio der Sirius ist mit dem Wagen auf unkonventionelle Weise abgetaucht und zieht ihn über den Meeresboden. Als sich die drei etwas ausruhen, sieht Aljoscha eine Reihe von Felsformationen, die einer versunkenen Stadt ähneln. Hinter einem Eingang fällt ihm ein seltsam geformter Stein auf und nimmt ihn an sich. Bobrow bemerkt einen „steinernen Drachenkopf“, der dem Kopf des Flugsauriers gleicht. Nach Werschinin könnte er künstlichen Ursprungs sein, da er daran einen Rubin als Auge entdeckt hat. Sie lassen an diesem Ort zur Markierung eine Boje aufsteigen.
Stscherba und Kern geht es wieder gut. John zieht mit seinem dünnen Metallseil einen sehr großen Baum so zu Boden, dass sein Stamm eine Brücke über eine Felsenschlucht bildet. Anschließend spielt er auf Kerns Wunsch hin dessen Lieblingsmusikstück ab. Unter dessen Swing-Klängen überqueren sie die Schlucht. Die Männer der Sirius ziehen am Abend ihren Wagen an das erreichte Ufer. Bis er wieder startklar ist, spekulieren sie am Lagerfeuer über die Herkunft und das Schicksal der Venusianer. Da hören sie wieder diese unheimliche Gesangsstimme und überlegen, ob das jeweils eine Warnung vor einer Gefahr sein könnte. Die drei von der Wega haben wieder eine Höhle bezogen und beobachten von dort die Eruption eines Vulkans. Zur Sicherheit suchen sie einen erhöhten Platz. Bei der Entnahme von Lavaproben werden sie dennoch vom Lavastrom eingeschlossen. Kern weist John an, ihn und Stscherba durch den Lavastrom hindurch zu tragen. Als die Hitze an den Füßen des Roboters zu groß wird und die Fortbewegung mit der zusätzlichen Last seinen Mechanismus gefährdet, ist er gezwungen, sich von der Last zu befreien. Während er die zwei auf seinen Schultern entfernen will, versuchen sie, seinen Selbstschutz auszuschalten. Die Besatzung des heraneilenden Wagens sieht diese Szene. Noch bevor die in höchste Not geratenen den Roboter deaktivieren können, kollabiert er. Die nun im Lavastrom auf John Gefangenen werden mit dem Wagen geborgen. Kern muss im Kreis der Gruppe mit ansehen, wie sein Roboter von der Lava mitgerissen wird.
Auf dem Rückweg zur Sirius sinnieren die Männer am Ufer der Bucht noch einmal über außerirdisches Leben und die Verbreitung von Zivilisationen im All. Nun erforschen die Landungstrupps gemeinsam den Planeten. Auf der Rückfahrt von einer erfolgreichen Expeditionstour hören sie wieder den sirenenhaften Gesang. Das Tonbandgerät in der Sirius hat eine Sendung von Mascha aufgezeichnet, in der sie ankündigt, statt in der Umlaufbahn zu bleiben, aus Sorge über ihre Gefährten auf der Venus zu landen. Eine Kontaktaufnahme mit ihr gelingt nicht. Werschinin macht den Vorschlag, mit Bobrow in den Orbit zu fliegen, um dort die Wega zu suchen, sowie alle Forschungsergebnisse zur Erde zu senden und die Arktur zu rufen, während die übrigen vorläufig auf der Venus bleiben. Dazu muss die entbehrliche Ausrüstung ausgeladen werden, weil die Sirius sonst für den Start zu schwer ist. Plötzlich gibt es ein Beben, und das Raumschiff neigt sich. Das Plateau mit dem Landeplatz wird zudem von einer Flut unterspült. Nun muss alles sehr schnell gehen. Da bemerkt Werschinin die Aufzeichnung der letzten Radarregistrierung der Wega, womit klar wird, dass sie doch nicht gelandet ist. Jetzt kommt auch eine Funkverbindung mit Mascha zustande, und es braucht keiner mehr auf dem Planeten zurückzubleiben. Als Aljoscha mit dem auf dem Meeresgrund gefundenen Stein noch hastig einen Verschlusshebel an der Wetterstation bearbeitet, zerbricht er, und es kommt eine elfenbeinfarbene Plakette mit dem Relief eines weiblichen Gesichts zum Vorschein. Das ist für ihn der Beweis dafür, dass auf der Venus menschliche Wesen existieren. Er ruft aufgeregt nach einem Abbruch des Starts, wird aber durch die Tür ins Raumschiff gezogen, das sofort abhebt. Als die Sirius weg ist, spiegelt sich in einer Wasserlache eine weiß gekleidete weibliche Gestalt mit ebenso einer Haube, wie sie auf der Plakette zu sehen ist; diese Reflexion ist jedoch in der deutschen Fassung nicht zu sehen.

## Weitere technische Daten
- Uraufführung: 14. April 1962
- Format: 35-mm-Film, Farbe
- Schnitt: Marianne Lüttig
- Ton: Ralph Kollowa
- Verleih: Progress Film-Vertrieb (Progress Film-Verleih), Ost-Berlin
- Deutsche Erstaufführung: 28. September 1962

## Kritiken
Für das Lexikon des internationalen Films war Planet der Stürme ein „[m]äßig unterhaltsamer, anspruchsloser Science-Fiction-Film, der seine Geschichte mit unglaublicher Naivität erzählt“.
Das Monthly Film Bulletin kam zu dem Schluss, dass „diese russische Space Opera“ im Vergleich zu „einer amerikanischen Durchschnittsproduktion […] vernünftiger“ sei und „mehr echte“ Science-Fiction widerspiegle, „als dies normalerweise der Fall ist“.

## Deutsche Fassung
Die deutsche Fassung entstand im VEB DEFA-Studio für Synchronisation, Atelier Weimar. Die deutschen Dialoge schrieb Egon Sartorius, und Hella Graf führte Regie. Diese Fassung ist leicht gekürzt; beispielsweise ist Mascha nicht bei den einzigen Darstellungen der Schwerelosigkeit zu sehen, und am Ende fehlt die Spiegelung der außerirdischen Frauengestalt im Wasser.
| Figur           | Darsteller          | Deutscher Sprecher |
| --------------- | ------------------- | ------------------ |
| Ilja Werschinin | Wladimir Jemeljanow | Herbert Sievers    |
| Roman Bobrow    | Georgi Schschonow   | Manfred Zetzsche   |
| Aljoscha        | Gennadi Wernow      | Winfried Wagner *) |
| Iwan Stscherba  | Juri Saranzew       | Hans Gora          |
| Mascha Iwanowa  | Kjunna Ignatowa     | Christa Gottschalk |
| Allan Kern      | Georgi Teich        | Hannes Felgner     |

## Neubearbeitungen in den USA

### Voyage to the Prehistoric Planet
Mit dem Filmmaterial von Planet der Stürme produzierte Roger Corman 1965 unter der Regie von Curtis Harrington die neu geschnittene Fassung Voyage to the Prehistoric Planet, in der er zu Beginn des Films auch Ausschnitte aus dem sowjetischen Science-Fiction-Film Der Himmel ruft wiederverwendete und den Hintergrund der Handlung durch eine Sprecherstimme ausführlicher erklären lässt. Zudem wurden zusätzliche Szenen mit Basil Rathbone gedreht, der als Prof. Hartmann die in diesem Fall internationale Expedition von der Lunar Station 7 aus leitet. Die Szenen mit Mascha wurden durch neu gedrehte Aufnahmen mit Faith Domergue als Dr. Marsha Evans ausgewechselt. Die Namen aller Charaktere, außer Kerns, wurden geändert und für eine internationale Herkunft durch nicht-russische Namen ersetzt. Die kyrillische Beschriftung ВЕГА und СИРИУС der Raumschiffe „Vega“ und „Sirius“ ist jedoch auf den Raumschiffen weiterhin zu sehen.

### Voyage to the Planet of Prehistoric Women
Ebenfalls im Auftrag von Roger Corman benutzte der Regisseur Peter Bogdanovich 1968 das für Voyage to the Prehistoric Planet englisch synchronisierte Material von Planet der Stürme für die Filmfassung Voyage to the Planet of Prehistoric Women. Dazu verwendete er weitere Ausschnitte aus Der Himmel ruft und für die besonders umfangreiche Einleitung noch anderes Filmmaterial. Der noch zu hörende Name Marsha wird als Code-Name für die Leitzentrale auf der Erde erklärt. Als hauptsächliche Ergänzung drehte Bogdanovich Szenen mit einer Gruppe junger, leicht bekleideter Frauen unter Führung von Mamie Van Doren. Diese Szenen wurden so mit dem Ausgangsmaterial montiert, dass die Frauen die Bewohner der Venus darstellen. Sie beten eine Nachbildung des Kopfes eines Flugsauriers an, stürzen ihn später vom Sockel und richten stattdessen den ausgebrannt gefundenen Roboter John auf. Angeknüpft wird dabei an die Ausgangsszenen, in denen die Raumfahrer den „steinernen Drachenkopf“ entdecken, ihr Roboter im Lavastrom umkommt und sie anhand des Abbildes auf der Plakette erkennen, dass es auf dem Planeten Spuren menschlicher Wesen gibt. Gebunden wird die Handlung durch die Sprecherstimme Bogdanovichs.

## VHS- und DVD-Veröffentlichungen
Auf dem deutschen DVD-Markt wurde der Film mit seiner Originalsynchronisation der DEFA als Planet der Stürme veröffentlicht. Außerdem erschien eine deutsche Fassung der US-Version Voyage to the Prehistoric Planet unter dem Titel Reise zum prähistorischen Planeten auf DVD.
In den USA wurde zeitweise eine Videokassette angeboten, die neben diesem Film auch die ebenfalls stark verstümmelte US-Fassung des DEFA-Streifens Der schweigende Stern enthielt.

## Sonstiges
- Der Gleitwagen der Sirius weist starke Ähnlichkeit mit dem Supercar aus der britischen Fernsehserie Supercar von Gerry Anderson auf, die von 1961 bis 1962 in Großbritannien und den USA ausgestrahlt wurde.
- Die räuberischen Echsen im Moor sehen aus wie mannsgroße Versionen des 1954 kreierten Monsters Godzilla. Stscherba schießt auf sie mit einer Pistole der Marke Makarow, während Kern mit einer des Typs Borchardt C93 kämpft, erkennbar am charakteristischen Kniegelenkverschluss.[10] Die Borchardt C93 ist zwar eine leistungsstarke Waffe, war aber im Jahr 1961 bereits seit Jahrzehnten überholt (hergestellt 1894–1898) und passt nicht in einen Zukunftsfilm.
- Die Kosmonauten tragen am Handgelenk den Standard-Armbandkompass (Typ Adrianow) der sowjetischen Streitkräfte.